# 阿拉普阿
阿拉普阿是巴西米纳斯吉拉斯州的一个市镇。总面积172.529平方公里，总人口2699人，人口密度15.6人/平方公里。